# Tsunamic Girls From Tokyo
『Tsunamic Girls From Tokyo』（ツナミック ガールズ フロム トウキョウ）は、ピストルバルブの1枚目のアルバムでアメリカでのデビューアルバムである。

## 解説
2007年3月に出演したSXSW（サウス・バイ・サウスウエスト）と、同時に行ったアメリカ横断ツアーのパフォーマンスが評価されてリリースされたアルバム。日本では輸入盤での扱いとなっている。

## 収録曲
1. Western Girls（邦題:マカロニ）
 （作曲・ホーンアレンジ:立川俊之 リズムアレンジ:永田“zelly”健志）
2. Pull The TRIGGER!
 （作詞:峯音 作曲・編曲:永田“zelly”健志 ホーンアレンジ:村田陽一）
3. Flap Up Elephant
 （作曲・ホーンアレンジ:永田“zelly”健志+ピストルバルブ）
4. Fo-Fo
 （作詞:峯音 作曲・編曲・ホーンアレンジ:永田“zelly”健志+ピストルバルブ）
5. Tube Tune
 （作詞:峯音 作曲:永田“zelly”健志+早川大地 ホーンアレンジ:永田“zelly”健志+ピストルバルブ）
6. My Generation 〜Respect to The Who〜
 （作詞・作曲:Pete Townshend）
イギリスのロックバンド、ザ・フーのカバー曲。
7. Sit At Cow Char Nail（邦題:シッタコッチャネー）
 （作詞:峯音 作曲・編曲・ホーンアレンジ:永田“zelly”健志+ピストルバルブ）
8. The Best House
 （作詞:峯音 作曲・編曲:永田“zelly”健志 ホーンアレンジ:村田陽一）